# موجود (بازی ویدئویی)
موجود (به انگلیسی: The Thing) عنوان یک بازی ویدئویی در سبک سورویوال هارور تیراندازی سوم شخص است که توسط شرکت کامپیوتر آرت‌ورکز ساخته شده و به وسیله بلک لیبل گیمز در آمریکا و کونامی در اروپا و ژاپن در سال ۲۰۰۲ برای مایکروسافت ویندوز، پلی‌استیشن ۲ و ایکس‌باکس عرضه شد. نسخه‌های کنسول‌های بازی دستی گیم بوی کالر و گیم بوی ادوانس نیز قرار بود منتشر شوند، اما هر دو نسخه در اوایل توسعه لغو شدند. این بازی براساس فیلمی ترسناک (به همین نام) در سال ۱۹۸۲ و به کارگردانی جان کارپنتر ساخته شده‌است.
نسخهٔ پلی‌استیشن ۲ این بازی در تاریخ ۲۱ اوت ۲۰۰۲ در آمریکای شمالی و در ۲۷ فوریهٔ ۲۰۰۳ در ژاپن پخش گردید.

## گیم پلی
گیم‌پلی اصلی بازی The Thing یک بازی تیراندازی سوم شخص سنتی است. شخصیت بازیکن، بلیک، می‌تواند بدود و تیراندازی کند، کتک بزند، خم شود، با محیط تعامل کند، با NPCها تعامل داشته باشد و از آیتم‌هایی مانند چراغ قوه، کپسول آتش‌نشانی یا شراره استفاده کند. همچنین بازیکن این امکان را دارد که برای هدف‌گیری دقیق تر در حین مبارزه وارد حالت اول شخص شود. با این حال، در حالت اول شخص، شخصیت نمی‌تواند حرکت کند، مگر اینکه کمی به سمت چپ و راست حرکت کند. تسلیحات شامل تپانچه، نارنجک، تفنگ تک تیرانداز، شعله افکن، تفنگ ساچمه ای، مسلسل، تفنگ تهاجمی، نارنجک‌انداز و مسلسل سنگین ثابت است. سایر مواردی که در این بازی وجود دارد عبارتند از بسته‌های سلامتی، مواد منفجره، مهمات، کیت‌های قابل حمل آزمایش خون و تزریق آدرنالین.
دشمنان در سه نوع اصلی وجود دارند. "Scuttlers" چیزهای کوچکی هستند که از اندام‌ها و زائده‌های پرسنل آلوده به وجود می‌آیند. آنها سریع، اما ضعیف هستند و می‌توان به سادگی با تیراندازی کشته شد. "واکرهاً بزرگتر از اسکاتلرها و بسیار قوی تر هستند. برای کشتن آنها، بازیکن باید قبل از استفاده از شعله افکن آنها را با استفاده از تیراندازی ضعیف کند، زیرا فقط آتش می‌تواند آنها را کاملاً بکشد. Boss بزرگتر و بسیار قدرتمندتر از Walkers هستند، و اگرچه هر یک برای شکست دادن به استراتژی خاصی نیاز دارند، اصل یکسان است. قبل از سوزاندن آن را با شلیک گلوله ضعیف کنید.
یکی از ویژگی‌های اصلی گیم پلی The Thing گنجاندن چندین NPC است که در نقاط مختلف بازی به بلیک می‌پیوندند. در هر زمان، بازیکن می‌تواند تا چهار شخصیت را کنترل کند. بلیک و سه NPC. سه نوع NPC در بازی وجود دارد. مهندسان، سربازان و پزشکان. مهندسان می‌توانند جعبه‌های فیوز را تعمیر کنند که درهای قفل شده، رایانه‌ها را کنترل می‌کند و امتیازات را ذخیره می‌کند. سربازان سلامت بیشتری دارند و نسبت به مهندسان یا پزشکان تیراندازی بهتری دارند؛ بنابراین آنها برای مبارزه مناسب تر هستند. پزشکان می‌توانند هم بلیک و هم هر NPC آسیب دیده دیگری را شفا دهند و بسته‌های بهداشتی نامحدودی را حمل می‌کنند. بازیکن می‌تواند دستورات اساسی را به هر NPC صادر کند، مانند دستور دادن به آنها برای دنبال کردن بلیک، دستور ماندن در جایی که هستند، دستور دادن به بلیک سلاح خود و در مورد مهندسان، دستور تعمیر جعبه فیوز به آنها.
NPC AI در درجه اول توسط «سیستم ترس/اعتماد» تعیین می‌شود. سیستم اعتماد تعیین می‌کند که آیا NPCها از دستورات بلیک پیروی کرده و به او در نبرد خواهند پیوست یا خیر. برای انجام این کار، بازیکن باید اطمینان حاصل کند که NPC به بلیک اعتماد دارد و به او مشکوک نیست که یک چیز است. NPCها دارای چهار سطح اعتماد هستند. قرمز، کهربایی، سبز و ۱۰۰٪. قرمز به این معنی است که آنها متقاعد شده‌اند که بلیک یک چیز است و به او حمله خواهد کرد. کهربا به این معنی است که آنها مطمئن نیستند که او یک چیز است یا خیر، و اگرچه به او حمله نمی‌کنند، اما از دستورات او پیروی نمی‌کنند. سبز به این معنی است که آنها به او اعتماد دارند و از دستورات او پیروی می‌کنند. ۱۰۰٪ یعنی به او ایمان کامل دارند، از دستوراتش پیروی می‌کنند و حتی اگر به NPC دیگری حمله کند، از او حمایت می‌کنند.[۱۰] برای جلب اعتماد NPCها، بلیک می‌تواند به آنها سلاح و مهمات بدهد، آنها را شفا دهد، خود را در معرض خطر قرار دهد تا از آنها محافظت کند، یا از کیت آزمایش خون روی خود استفاده کند تا ثابت کند که یک چیز نیست. اقداماتی که اعتماد را از بین می‌برد شامل تیراندازی تصادفی به هم تیمی‌ها، برداشتن اسلحه یا مهمات هم تیمی‌ها، یا نشانه‌گیری اسلحه به سمت آنها برای مدت زمان طولانی برای مجبور کردن آنها به انجام کاری است.
سیستم ترس تعیین می‌کند که یک NPC مشخص چقدر ترسیده‌است. ترس سه سطح دارد. عادی، ترسیده و «ترک‌آپ».[۱۲] هنگامی که یک NPC وارد حالت "Crack-up" می‌شود، بلیک فقط زمان محدودی برای کاهش سطح ترس خود دارد، در غیر این صورت NPC خود را می‌کشد، به بلیک و سایر NPCها حمله می‌کند، به محیط زیست حمله می‌کند یا بر اثر حمله قلبی می‌میرد. هر NPC به‌طور متفاوتی به محیط‌های مختلف پاسخ می‌دهد. به عنوان مثال، پزشکان راحت تر از سربازان می‌ترسند. با این حال، به‌طور کلی، هنگام ورود به اتاق‌های غرق در خون، ورود به مکان‌های تاریک، یافتن اجساد مخدوش‌شده، مورد حمله چند دشمن و شنیدن دشمنان اما ناتوانی در دیدن آنها، ترس افزایش می‌یابد. هنگامی که یک NPC می‌ترسد، بر عملکرد آنها تأثیر می‌گذارد. دقت سربازان کمتر می‌شود، مهندسان برای تعمیر جعبه فیوز زمان بیشتری می‌کشند و پزشکان شخصیت‌ها را به این سرعت درمان نمی‌کنند. بلیک می‌تواند با دادن آدرنالین به NPCها، پر کردن مهمات، دور شدن از مکان‌های خاص یا شکست دادن موفقیت‌آمیز دشمنان، ترس را کاهش دهد

این بازی همچنین دارای یک سیستم عفونت است که تعیین می‌کند آیا NPC توسط Thing آلوده شده‌است یا خیر. اگرچه اکثر NPCها برای تبدیل شدن به یک چیز در نقاط خاصی از بازی برنامه‌ریزی شده‌اند، آنها همچنین می‌توانند در هر زمانی قبل از این مورد آلوده شوند. هنگامی که تیم مورد حمله دشمنان قرار می‌گیرد، احتمال عفونت بر اساس یک سیستم احتمال است که به موجب آن هر هم تیمی که مستقیماً با دشمن در تماس باشد می‌تواند آلوده شود. اگرچه عفونت رفتار فوری آن‌ها را تغییر نمی‌دهد، اما منجر به تبدیل آن‌ها به یک واکر-چیز پس از مدت زمان مشخصی می‌شود و در این مرحله آنها به تیم حمله می‌کنند
1. 1 2  ویکی‌پدیای انگلیسی